# John P. Buchanan
Pour les articles homonymes, voir Buchanan.
Cet article possède un paronyme, voir John Buchanan.
John Price Buchanan (24 octobre 1847 – 14 mai 1930) est un homme politique américain et avocat des agriculteurs. Il sert comme gouverneur du Tennessee, de 1891 à 1893, et est président de l'alliance des agriculteurs du Tennessee et du syndicat des ouvriers à la fin des années 1880. Le long mandat de Buchanan en tant que gouverneur est largement marqué par la guerre de Coal Creek, un soulèvement armé par des mineurs de charbon visant à mettre fin à au système de bail des condamnés de l'État.

## Biographie

### Jeunesse
Buchanan naît le 24 octobre 1847 dans le comté de Williamson, au Tennessee, fils de Thomas et Rebecca (Shannon) Buchanan. Il suit sa scolarité dans les écoles publiques, et rejoint l'armée confédérée, en tant que soldat dans le 4th Alabama Cavalry en 1864. Après la guerre, il s'installe dans le comté de Rutherford, au Tennessee, où il se lance dans l'agriculture et l'élevage. Dans les années 1880, sa ferme de 325 acre (132 ha) est l'une des plus florissantes du comté:90. Il est élu au siège du comté à la chambre des représentants du Tennessee en 1886, et de nouveau en 1888. Parmi les lois qu'il soutient se trouve un projet de loi exonérant les agriculteurs des coopératives des taxes marchandes de l'État.
Dans les décennies après la guerre de Sécession, les fermiers du Tennessee font face à la fois à la chute des prix des récoltes et à la hausse des coûts de transport, et demandent une régulation du taux de chemin de fer. Le gouverneur William B. Bate a mis en place une commission ferroviaire au cours de son premier mandat, mais le parti Bourbon et les ailes industrielles abrogent la loi autorisant cette commission en 1885, laissant les paysans révoltés. Les fermiers de l'État forment une section de alliance des agriculteurs, l'alliance des agriculteurs du Tennessee, qui élit Buchanan en tant que son premier président en 1888. L'année suivante, Buchanan aide à mettre en œuvre la fusion de l'alliance des agriculteurs avec un groupe rival, la roue de l'agriculture, pour former le l'alliance des agriculteurs et le syndicat des ouvriers (TFLU) de Tennessee.

### Gouverneur
À la fin des années 1880, la TFLU et ses partisans composent une faction importante du parti démocratique de l'État connu sous le nom de démocrates « Hayseed » (péquenaud) ou « Wool-hat » (chapeau de laine). Dans la course de gouverneur de 1890, le titulaire Robert Love Taylor ne cherche pas la réélection, et lors de la convention de juillet du parti, les différentes factions mettent en avant leurs propres candidats pour la nomination du parti. La faction Bourbon soutient le député Josias Patterson, la faction du nouveau Sud soutient le magnat du chemin de fer Jere Baxter, et les Hayseeds soutiennent Buchanan. Après six jours et plusieurs scrutins, Buchanan est déclaré candidat. De nombreux démocrates fustigent Buchanan comme trop simple pour concourir en tant que candidat du parti:92 et il est ridiculisé dans les journaux à travers l'État.
Avec le vote des agriculteurs, Buchanan cherche à gagner le vote ouvrier en promettant de nommer un commissaire au travail. Il fait valoir que les banques et les financiers ont trop d'influence politique, et propose la régulation des taux de chemin de fer. En cherchant à consolider davantage sa position parmi les fermiers blancs, il fait campagne contre le  projet de loi Lodge, qui aurait fourni des protections pour le droit de vote aux Noirs dans le Sud:93. Le jour de l'élection, il la remporte facilement, obtenant 113 549 voix contre 76 081 voix pour le candidat républicain, Lewis Baxter, et 11 082 voix pour la candidat de la prohibition, David Cato Kelley.
Après son investiture au début de 1891, Buchanan, en collaboration avec une coalition des démocrates Hayseed et les républicains dans la législature de l'État, adopte plusieurs mesures visant à aider les agriculteurs et les ouvriers, dont des lois régissant les produits fertilisants et reconnaissant la fête du travail, des restrictions sur les sociétés étrangères qui font des affaires dans le Tennessee et une loi instituant un commissaire du gouvernement au travail de l'État:111. Pour ce poste, il nomme l'activiste des chevaliers du travail George Ford:84. Il signe également une loi normalisant le programme des écoles publiques de l'État et il adopte une mesure pour fournir des pensions aux anciens combattants confédérés. Buchanan renforce le cens de l'État et adopte plusieurs restrictions au droit de vote, visant à supprimer le vote afro-américain:133.

#### Guerre de Coal Creek
En juillet 1891, une insurrection, connue sous le nom de guerre de Coal Creek éclate dans l'Est du Tennessee lorsque la Tennessee Coal Mining Company (TCMC) tente de remplacer les mineurs en grève dans sa mine de Briceville par des condamnés loués de l'État. Les mineurs en grève rassemblent les prisonniers et les envoient à Knoxville par train, et la TCMC exige de Buchanan un appel à la garde de l'État et la répression de l'insurrection. Il s'agit d'un dilemme difficile pour Buchanan, qui a fait campagne sur les droits des ouvriers, mais en tant que gouverneur est tenu de faire respecter la loi. En outre, tandis que l'alliance des agriculteurs cherche à mettre fin à la location des condamnés, Buchanan la soutient, en disant qu'elle a fait économiser à l'État des centaines de milliers de dollars:53.
Le 16 juillet, Buchanan, à la tête de trois compagnies de la garde de l'État, escorte personnellement les condamnés de Knoxville vers la prison militaire dans le vallée de Coal Creek. Il rencontre les dirigeants des mineurs en grève près de Briceville, et leur assure qu'il est un ami des ouvriers, qu'il n'a pas d'autre choix que de faire respecter la loi. L'un des meneurs de la grève, un mineur sur liste noire nommé Eugene Merrell, rejette la proposition de Buchanan. Il fait valoir que si Buchanan a l'intention de faire respecter la loi, il ferait respecter aussi les lois exigeant des contrôleurs indépendants (qui pèsent le charbon pour lesquels les mineurs sont payés) et le paiement en monnaie légale (par opposition à des titres convertibles), ce que la TCMC a toujours ignorées:85. Le gouverneur retourne à Nashville, le lendemain, laissant la prison militaire de la vallée sous la protection de 107 gardes:85.
Le 20 juillet, quelques jours seulement après le départ de Buchanan de la vallée, les mineurs en grève débordent les gardes protégeant la prison militaire à Briceville et à proximité de Coal Creek, et une fois de plus renvoient les condamnés à Knoxville. Après une rencontre avec les ouvriers et les dirigeants de l'entreprise à Knoxville, Buchanan négocie un délai de 60 jours de trêve avec les mineurs, acceptant de convoquer une session extraordinaire de l'assemblée législative de l'État pour étudier la fin du système de location de condamnés. Il appelle également douze compagnies de la garde supplémentaires pour protéger la prison militaire de Coal Creek:89.
La législature de l'État se réunit lors d'une session extraordinaire en septembre 1891 pour envisager de mettre fin au système de location des condamnés et les événements entourant la guerre de Coal Creek. Buchanan suggère de modifier les contrats existants pour protéger la liberté des mineurs, et appelle à la création d'un pénitencier d'État. Alors que le législateur retient les droits des mineurs à des contrôleurs indépendant et au paiement en monnaie légale, il refuse de mettre fin au système de location des condamnés et adopte des lois faisant un crime l'interférence avec des condamnés de l'État:128.
Lorsque la législature échoue à mettre fin à la location des condamnés, le commissaire au travail de Buchanan, George Ford, tente d'aider les mineurs en poursuivant l'État au nom des condamnés, en faisant valoir que le locataire principal de l'État, la Tennessee Coal and Iron Company (TCI), n'a pas le pouvoir de sous-louer les condamnés à la TCMC. En octobre 1891, le cour suprême du Tennessee, dirigée par le juge en chef Peter Turney, statue contre Ford. Sans nulle part ailleurs où se retourner, les mineurs en grève lancent une série d'attaques contre les prisons militaires de la compagnie minière à la fin de 1891 et au début de 1892, dans certains cas, libérant les prisonniers et incendiant les bâtiments. En avril 1892, la révolte s'étend aux mines dans le comté de Grundy vers le sud. En août, Buchanan envoie le général Samuel T. Carnes à Coal Creek avec plus de 500 miliciens, et l'ordre est finalement restauré:184–194.
Buchanan est calomnié par les mineurs et par les propriétaires de la compagnie minière comme étant inefficace et incompétent, et il est souvent agressé dans la presse. Lors de la course pour l'élection de gouverneur de 1892, les factions Bourbon et du nouveau sud du parti démocrate contrecarrent sa candidature pour la réélection, choisissant à sa place le juge en chef Turney comme candidat du parti. Buchanan entre dans la course en tant qu'indépendant, toujours en prétendant représenter les intérêts des agriculteurs, et gagnant le soutien du mouvement populiste qui monte. Le jour de l'élection, cependant, il se classe troisième, remportant seulement 31 515 voix contre 127 247 pour Turney, et 100 629 pour le républicain George Winstead, et 5 427 pour le prohibitionniste Edward H. East.

### Mort
Après sa défaite à l'élection de 1892, Buchanan retourne dans sa ferme dans le comté de Rutherford, et ne sollicite plus de nouvelles fonctions électives. Il meurt à Murfreesboro le 14 mai 1930, et est enterré dans le cimetière d'Evergreen de la ville.

## Famille
Les ancêtres de Buchanan sont des Écossais-Irlandais. Sa famille est parmi les premières à s'installer dans la région de Nashville, et construisent la gare de Buchanan au sud de la ville dans les années 1780. Le frère cadet de Buchanan, James S. Buchanan, sert comme président de l'université de l'Oklahoma dans les années 1920.
Buchanan épouse Frances McGill en 1867. Ils ont neuf enfants. Le petit-fils de Buchanan, James M. Buchanan (1919-2013), est un célèbre économiste qui remporte le prix Nobel en 1986.